# Ogrodzieniec
Ogrodzieniec là một thị trấn thuộc huyện Zawierciański, tỉnh Śląskie ở nam Ba Lan. Thị trấn có diện tích 29 km². Đến ngày 1 tháng 1 năm 2011, dân số của thị trấn là 4401 người và mật độ 154 người/km².